# 国際基督教大学の人物一覧
国際基督教大学の人物一覧（こくさいきりすときょうだいがくのじんぶついちらん）は、国際基督教大学に関係する人物の一覧記事。

## 歴代学長
- 初 代： 湯浅八郎（1953年3月 - 1961年10月）、昆虫学、ICU名誉総長、同志社大学名誉文化博士
- 第2代： 鵜飼信成（1961年10月 - 1967年6月）、法学、憲法学、ICU名誉教授、東京大学名誉教授
- 第3代： 久武雅夫（1967年6月 - 1969年10月）、経済学、ICU名誉教授、一橋大学名誉教授
- 第5代： 篠遠喜人（1971年9月 - 1975年8月）、遺伝学、科学史、ICU名誉教授、東京大学名誉教授
- 第6代： 中川秀恭（1975年9月 - 1983年8月）、哲学、ICU名誉教授、北海道大学名誉教授
- 第7代： 篠遠喜人（1983年9月 - 1984年3月）、遺伝学、科学史、ICU名誉教授、東京大学名誉教授
- 第8代： 渡辺保男（1984年4月 - 1992年1月）、政治学、ICU名誉教授
- 第9代： 大口邦雄（1991年10月 - 1992年3月学長代行・1992年4月 - 1996年3月学長）、数学、ICU名誉教授
- 第10代： 絹川正吉（1996年4月 - 2004年3月）、数学、解析学、ICU名誉教授
- 第11代： 鈴木典比古（2004年4月 - 2012年3月）、経営学、ICU名誉教授
- 第12代： 日比谷潤子（2012年4月 - 2020年3月）、言語学
- 第13代： 岩切正一郎（2020年4月 - ）、フランス文学、演劇

## 著名教員

### 現職教員
- 岩切正一郎 - 仏文学
- 岩井克人 - 経済学、経営学（特別招聘教授）
- 植田隆子 - 国際政治学、東京大学大学院客員教授
- 上野健爾 - 数学
- エバ・ハッサン - アラビア語
- 加藤恵津子 - 文化人類学
- 菊池秀明 - 歴史学
- 木部尚志 - 政治理論
- 千葉眞 - 政治学、国際関係学
- ツベタナ・クリステワ - 日本文学
- 西尾隆 - 行政学
- 矢内賢二 - 日本文化史
- 矢嶋直規 - 哲学
- 山内宏志 - 保健体育
- 吉田智行 - 言語学
- 吉川元偉 - 国際関係学（特別招聘教授）

### 元教員
- 秋田稔 - 神学
- 浅井清 - 法学
- 浅野五郎 - 地球科学
- 新井紀子 - 数学
- 荒木亨 - フランス文学
- 有賀貞 - 国際政治学
- 石田敏子 - 言語教育
- 一瀬智司 - 行政学
- 井出嘉憲 - 政治学
- 伊東辰彦 - 音楽学
- 稲正樹 - 法学、 公共政策
- 稲垣久和 - 宗教哲学
- 井上和子 - 言語学
- 岩渕功一 - 社会学
- 梅津八三 - 教育心理学
- 海老沢有道 - 歴史学
- 大串和雄 - 政治学
- 大塚久雄 - 経済史
- 緒方貞子 - 政治学、第8代国際連合難民高等弁務官
- 奥平康弘 - 憲法学
- 小塩節 - ドイツ文学
- 金澤正剛 - 音楽学
- 金子武蔵 - 哲学者、倫理学
- 川島重成 - 西洋古典学
- 川田殖 - 西洋古典学
- 姜尚中 - 政治学
- 神田盾夫 - 宗教学
- 金田一春彦 - 言語学、国語学
- 功刀達朗 - 政治学
- 小泉仰 - 文学
- 古藤友子 - 哲学
- 斎藤和明 - 英文学
- 斎藤勇 - 英文学
- 斎藤眞 - 政治学
- 斎藤美津子 - コミュニケーション学
- 酒井修 - 哲学
- 坂本義和 - 政治学
- 笹川紀勝 - 憲法学
- 斯波義信 - 歴史学
- 田川建三 - 新約聖書学
- 武田清子 - 思想学
- 辻清明 - 政治学、行政学
- 寺尾宏明 - 数学
- 土居健郎 - 精神分析
- 中川秀恭 - 哲学
- 中島省吾 - 会計学、元IAAER（世界会計学会）副会長
- 並木浩一 - 神学
- 成田正雄 - 数学
- 西尾勝 - 政治学、行政学
- 野崎昭弘 - 数学
- 八田達夫 - 経済学
- 原島鮮 - 物理学
- 坂野正高 - 歴史学
- 原島鮮 - 物理学
- 飛田良文 - 国語学
- 日高第四郎 - 教育学
- 日野原重明 - 衛生学、大学診療所顧問
- 福田秀一 - 国文学
- 藤田忠 - 経営学
- 藤田英典 - 教育学
- 藤田若雄 - 労働法
- 藤永保 - 発達心理学
- 古畑和孝 - 社会心理学
- 古屋安雄 - 神学
- エミール・ブルンナー - 宗教学
- ヘンリー・ヘンネ - 言語学
- 星野命 - 心理学
- 松井智子 - 認知科学
- 松沢弘陽 - 政治学
- 松野賢吾 - 経済学
- 丸山圭三郎 - フランス語学、哲学
- 源了圓 - 歴史学
- 峯村文人 - 国文学
- 三保元 - フランス文学
- ロイ・アンドリュー・ミラー - 言語学
- アドルフ・ムシュク - ドイツ文学
- 村上陽一郎 - 科学史、科学哲学
- 八代尚宏 - 経済学、経営学、元日本経済研究センター理事長
- 安井琢磨 - 経済学
- 山本草二 - 国際法
- 山本達郎 - 東洋史
- 横田洋三 - 国際法
- 蠟山政道 - 政治学、行政学
- 渡辺正雄 - 科学史
- 田仲康博 - 社会学
- 森本あんり - 宗教学
  - Category:国際基督教大学の教員も参照

## 主な出身者

### 皇族関係

#### 皇族
- 佳子内親王

#### 元皇族
- 小室眞子（眞子内親王）

### 政治家
- 阿部知子 - 衆議院議員（立憲民主党）、中退し、東京大学医学部に再入学
- 有村治子 - 参議院議員（自民党）、元女性活躍担当大臣・行政改革・国家公務員制度担当大臣兼内閣府特命担当大臣（消費者･食品安全・規制改革）
- 大河原雅子 - 衆議院議員（立憲民主党）
- 行田邦子 - 参議院議員（希望の党）
- 牧島かれん - 衆議院議員（自民党）、デジタル大臣、内閣府特命担当大臣（規制改革担当）
- 牧山弘恵 - 参議院議員（立憲民主党）、米国弁護士
- 元山仁士郎 - 政治活動家、法政大学沖縄文化研究所奨励研究員
- 山内康一 - 衆議院議員（立憲民主党）
- 山田健一 - 山口県平生町町長、元参議院議員（日本社会党）
- 盧千恵 - 台北駐日経済文化代表処代表許世楷夫人、台湾独立運動家
- ジョン・ロックフェラー4世 - アメリカ合衆国上院議員、ハーバード大学在学中の三年間留学

### 財界人
- 有馬利男 - 元富士ゼロックス社長、ジャパン・プラットフォーム共同代表理事
- 大塚信一 - 元岩波書店社長
- 金原雄次郎 - グッドイヤー日本法人社長
- 北野宏明 - ソニーグループCTO、ソニーコンピュータサイエンス研究所所長
- 髙田春奈 - V・ファーレン長崎社長、Jリーグ理事
- 田口俊明 - 元北米トヨタ自動車CEO、トヨタ自動車顧問
- 橘・フクシマ・咲江 - G&S Global Advisors社長、元経済同友会副代表幹事
- 田邉充夫 - 元ファミリーマート会長兼CEO
- 谷村格 - エムスリー創業者・代表取締役
- 林理恵 - 日本放送協会専務理事
- 東哲郎 - 元東京エレクトロン会長兼社長兼CEO、元日本半導体製造装置協会会長、日本取締役協会副会長
- 平井一夫 - 前ソニー社長兼CEO
- 廣瀬健一 - 福岡放送社長、日本テレビプロデューサー
- 武藤友木子 - 元Uber Eats日本代表、元Google新規顧客開発日本代表、マッキンゼー・アンド・カンパニーパートナー
- 森祐治 - 電通コンサルティング社長
- 山内康裕 - 日産自動車社長代行兼CEO代行兼COO
- 吉田直樹 - ドン・キホーテ社長、パン・パシフィック・インターナショナルホールディングス社長
- 李家輝 - JPモルガン日本事業責任者、JPモルガン・チェース銀行日本代表、JPモルガン証券社長
- ルディー和子 - ウィトン・アクトン代表取締役、元立命館大学教授、セブン&アイ・ホールディングス取締役、トッパン・フォームズ取締役

### 行政・司法
- 長谷川祐弘 - 元国連事務総長特別代表、元国連東ティモール支援団代表、元東ティモール大統領特別顧問、元国連大学客員教授
- 桑原幸子 - 元バーゼル条約事務局長、元国際連合法務局首席法務官
- 山本幸子 - 元国際労働機関アジア太平洋地域総局長、元バーゼル条約事務局長、元国際連合法務局首席法務官
- 池上清子 - 元国際連合人口基金東京事務所長、法務省難民審査参与員、日本赤十字社常任理事
- 高瀬千賀子 - 元国際連合地域開発センター所長
- 佐々木寛志 - 元横浜市副市長
- 吉川元偉 - 元OECD執行委員会議長、元国連大使、元外務省中東アフリカ局長
- 小笠原一郎 - ジュネーブ軍縮会議政府代表部大使、元博覧会国際事務局総会政府代表、元外務省大臣官房審議官
- 高橋恒一 - 元駐チェコ大使、元外務省研修所長、元外務省国際社会協力部長、日本チェコ友好協会会長
- 横尾和子 - 元最高裁判所判事（日本で歴代2人目の女性最高裁判事）、元社会保険庁長官、元駐アイルランド特命全権大使
- 三宅弘人 - 元東京家庭裁判所長、元東京高等裁判所部総括判事、元法務省司法法制調査部参事官
- 浅井和子 - 弁護士、元駐ガーナ兼シエラレオネ兼リベリア大使
- 太田啓子 - 弁護士、男女共同参画推進連携会議議員、希望のたね基金監事
- 小室圭 - ニューヨーク州弁護士、ローウェンスタイン・サンドラー法律事務所アソシエイト、小室眞子の夫
- 立川珠里亜 - カリフォルニア州弁護士、TACHIKAWA & ASSOCIATES法律事務所主任
- 三木ひとみ - 特定行政書士、行政書士法人ひとみ綜合法務事務所代表

### 研究者

#### 政治学・法律学
- 青井未帆 - 学習院大学法科大学院教授、東京大学大学院修了
- 浅野亮 - 同志社大学南シナ海研究センター長・教授、ICU大学院修了
- 石田憲 - 千葉大学法政経学部教授、東京大学大学院修了
- 上杉勇司 - 早稲田大学国際学術院教授、ケント大学博士課程修了
- 大庭三枝 - 神奈川大学法学部教授、東京大学大学院修了
- 岡崎晴輝 - 九州大学大学院法学研究院教授、法政大学卒、ICU大学院修了
- 佐藤英夫 - 元筑波大学社会工学系教授、国際連合大学学長上級顧問、シカゴ大学博士課程修了
- 佐橋亮 - 東京大学東洋文化研究所准教授、東京大学大学院修了
- 高橋一生 - 国際基督教大学教養学部客員教授、コロンビア大学博士課程修了
- 中嶋啓雄 - 大阪大学大学院国際公共政策研究科長・教授、アメリカ学会副会長、一橋大学大学院修了
- 堀坂浩太郎 - 上智大学名誉教授、ヨゼフ・ロゲンドルフ賞
- 福田円 - 法政大学法学部教授、慶應義塾大学大学院修了
- 本名純 - 立命館大学国際関係学部教授、オーストラリア国立大学大学院修了
- 真壁仁 - 北海道大学公共政策大学院准教授
- 源由理子 - 明治大学副学長、日本評価学会副会長、東京工業大学大学院修了
- 村瀬信也 - 上智大学法学部教授、東京大学大学院修了
- 山岡龍一 - 放送大学教養学部教授、ロンドン大学スクール・オブ・エコノミクス博士課程修了
- 横田耕一 - 九州大学名誉教授、東京大学大学院修了
- 横田洋三 - 元東京大学教授、元人権教育啓発推進センター理事長、元国際連合大学学長特別顧問、東京大学大学院修了
- 李鍾元 - 早稲田大学大学院教授、大平正芳記念賞、アメリカ学会清水博賞、東京大学大学院修了

#### 経済学・経営学
- 荒井洋一 - 早稲田大学社会科学部准教授、カリフォルニア大学サンディエゴ校博士課程修了
- 雨宮健 - スタンフォード大学経済学部教授、ジョンズ・ホプキンス大学博士課程修了、Econometric Society会員
- 井伊雅子 - 一橋大学大学院経済学研究科教授、NHK経営委員、三菱重工業取締役、ウィスコンシン州立大学博士課程修了
- 大村真樹子 - 明治学院大学経済学部教授、ケンブリッジ大学博士課程修了
- 各務洋子 - 駒澤大学学長、アリゾナ州立大学修士課程修了
- 片平秀貴 - 丸の内ブランドフォーラム代表、元東京大学教授
- 久保田敬一 - 武蔵大学名誉教授、元日本経営財務研究学会会長、大阪大学博士（経済学）、日経・経済図書文化賞
- 沢井実 - 大阪大学名誉教授、日経・経済図書文化賞
- 高山晟 - 南イリノイ大学ヴァンデヴィア経済学冠教授、ロチェスター大学博士課程修了
- 竹内弘高 - ハーバード大学経営大学院教授、一橋大学名誉教授、カリフォルニア大学バークレー校博士課程修了
- 富沢賢治 - 一橋大学名誉教授、一橋大学博士課程単位取得
- 鳥山正博 - 立命館大学経営大学院経営管理研究科教授、ノースウェスタン大学ケロッグ経営大学院校修士課程修了、東京工業大学博士課程修了
- 八田達夫 - 政策研究大学院大学学長、ジョンズ・ホプキンス大学博士課程修了
- 林正寿 - 早稲田大学社会科学総合学術院教授、一橋大学博士課程単位取得
- 室谷哲 - 歴史学者・経済学者（社会経済史学・アメリカ思想史・アメリカ社会史）静岡県立大学国際関係学部教授、同副学長
- 森建資 - 労働経済学者（労使関係、雇用関係、イギリス経済史、イギリス農業史）元東京大学経済学部教授、元社会政策学会代表幹事
- 矢作敏行 - 法政大学名誉教授、神戸大学商学博士、日経・経済図書文化賞

#### 社会学・人類学
- 小山修三 - 国立民族学博物館名誉教授、カリフォルニア大学デービス校博士課程修了
- 菅美弥 - 東京学芸大学教育学部教授、津田塾大学卒、ICU大学院修了
- 袖井孝子 - お茶の水女子大学名誉教授、東京都立大学大学院修了
- 田中幹人 - 早稲田大学政治経済学術院教授、東京大学大学院修了
- 宮永國子 - 国際基督教大学教養学部教授（1997-2002）、多摩大学グローバルスタディーズ学部長（2007-2008）、国際基督教大学卒、カリフォルニア大学ロスアンゼルス校修士課程修了、ブリティッシュ・コロンビア大学文化人類学博士
- 速水洋子 - 京都大学東南アジア地域研究研究所教授・所長、地域研究コンソーシアム会長、ブラウン大学大学院修了
- 二羽泰子 - 静岡県立大学講師、大阪大学大学院修了
- 深澤秀夫 - 東京外国語大学アジア・アフリカ言語文化研究所(AA研)教授、一橋大学大学院修了
- 宮崎恒二 - 東京外国語大学名誉教授、元地域研究コンソーシアム会長、元日本学術会議会員、ライデン大学博士課程修了
- 山口智美 - モンタナ州立大学社会学・人類学部准教授、ミシガン大学博士課程修了

#### 歴史学
- 兼若逸之 - 東京女子大学現代文化学部教授、延世大学校博士課程修了
- 楠川幸子 - ケンブリッジ大学名誉教授、ファイザー賞、ケンブリッジ大学博士課程修了
- 小檜山ルイ - 東京女子大学現代文化学部教授、キリスト教史学会理事長、日本アメリカ史学会代表、ミネソタ大学修士課程修了
- 桜井万里子 - 東京大学名誉教授、日本学術会議会員
- 田畑幸嗣 - 早稲田大学文学学術院教授、上智大学博士課程満期退学
- 保立道久 - 東京大学史料編纂所教授・所長
- ベン＝アミー・シロニー - ヘブライ大学名誉教授、プリンストン大学博士課程修了
- ヴィクター・コシュマン - コーネル大学歴史学部教授、シカゴ大学博士課程修了
- 根本敬 - 上智大学名誉教授

#### 文学・哲学
- 新井潤美 - 中央大学法学部教授
- 上野修 ‐ 大阪大学教授
- エリス俊子 ‐ 東京大学名誉教授、モナシュ大学博士
- 小原信 - 青山学院大学名誉教授、イェール大学博士課程修了
- 四日谷敬子 - 京都大学名誉教授
- 高田康成 - 東京大学大学院総合文化研究科教授
- 瀧田佳子 - 東京大学名誉教授
- 津崎良典 - 筑波大学教授
- 中村健之介 - 東京大学名誉教授
- 野本和幸 - 東京都立大学名誉教授
- 藤本隆志 - 東京大学名誉教授
- 松田隆美 - 慶應義塾大学文学部教授
- 持田季未子 - 大妻女子大学比較文化学部教授、吉田秀和賞
- 望月太郎 - 大阪大学大学教育実践センター教授
- 森洋子- 明治大学理工学部教授、お茶の水女子大学卒、ICU大学院修了、サントリー学芸賞
- 安村典子 - 金沢大学教授
- 吉田敬 - 早稲田大学社会科学部教授、ヨーク大学博士課程修了

#### 宗教学・神学
- 青野太潮 - 西南学院大学名誉教授
- 小河陽 - 立教大学名誉教授、関東学院学院長
- 鈴木佳秀 - 新潟大学名誉教授、日本学士院賞
- 竹田文彦 - 清泉女子大学教授
- 秦剛平 - 武蔵野美術大学名誉教授
- 深井智朗 - 東洋英和女学院大学教授、東洋英和女学院院長
- 松永希久夫 - 東京神学大学名誉教授
- 森本あんり - 国際基督教大学名誉教授、東京女子大学学長

#### 芸術学・音楽学
- 池上裕子 - 神戸大学大学院大学院国際文化学研究科教授、イェール大学博士課程修了、サントリー学芸賞
- 岡部あおみ - 武蔵野美術大学芸術文化学科教授、パリ第4大学修士課程修了
- 広瀬大介 - 青山学院大学比較芸術学科教授、一橋大学博士課程修了
- 中嶋泉 - 大阪大学大学院文学研究科准教授、一橋大学博士課程修了、サントリー学芸賞、女性史青山なを賞
- 米倉迪夫 - 元上智大学国際教養学部教授、東京芸術大学修士課程修了

#### 言語学・教育学
- 青柳宏 - 南山大学教授、南カリフォルニア大学博士課程修了
- 飯吉透 - 京都大学理事補、京都大学高等教育研究開発推進センター教授、フロリダ州立大学博士課程修了
- 伊藤順子 - カリフォルニア大学サンタクルーズ校教授、マサチューセッツ大学博士課程修了
- 今尾康裕 - 大阪大学大学院人文学研究科准教授、カリフォルニア大学ロサンゼルス校修了
- 川原繁人 - 慶應義塾大学言語文化研究所准教授、マサチューセッツ大学博士課程修了
- 工藤嘉名子 - 東京外国語大学国際日本学研究院教授、ブリティッシュコロンビア大学博士課程中退
- 古石篤子 - 慶應義塾大学名誉教授、日本フランス語教育学会会長、パリ第8大学博士課程修了
- 近藤安月子 - 東京大学名誉教授、コーネル大学博士課程修了
- 鈴木克明 - 熊本大学大学院社会文化科学研究科教授、元日本教育工学会会長、フロリダ州立大学博士課程修了
- 鈴木美加 - 東京外国語大学国際日本学研究院教授、ICU大学院修士課程修了
- 土橋信男 - 北星学園大学元学長、北星学園元理事長、シラキュース大学博士課程修了
- 中澤恒子 - 東京大学名誉教授、イリノイ大学博士課程修了
- 中島和子 - トロント大学名誉教授、同大学博士課程修了
- 早川嘉春 - フェリス女学院大学教授・名誉教授
- 福井直樹 - 上智大学外国語学部教授、マサチューセッツ工科大学博士課程修了、市河三喜賞
- 本田恵子 - 早稲田大学教育学部教授、コロンビア大学博士課程修了
- 益子真由美 - 早稲田大学国際学術院教授、ケンブリッジ大学博士課程修了
- 町田健一 - 元国際基督教大学教授、元北陸学院大学学長、カリフォルニア大学リバーサイド校博士課程修了
- 松浦良充　慶應義塾常任理事、慶應義塾大学文学部教授、日本教育学会副会長、ICU大学院博士課程単位取得
- 宮川繁 - マサチューセッツ工科大学言語学部教授、アリゾナ大学博士課程修了
- 吉田智行 - 国際基督教大学教授、コーネル大学博士課程修了

#### 自然科学
- 朝倉利光 - 北海道大学名誉教授、北海学園大学学長、紫綬褒章、ボストン大学大学院修了
- 神田啓治 - 京都大学名誉教授、国家功労勲章、内閣総理大臣賞、東京工業大学大学院修了
- 品川日出夫 - 大阪大学名誉教授、元日本遺伝学会会長、木原賞、プリンストン大学大学院修了
- 杉本慶子 - 理化学研究所チームリーダー、東京大学教授、日本学術会議会員、オーストラリア国立大学大学院修了
- 関啓子 - 言語聴覚士、三鷹高次脳機能障害研究所所長、神戸大学大学院保健学研究科客員教授、ICU教養学部非常勤講師、国立障害者リハビリテーションセンター学院言語聴覚学科非常勤講師、上智大学外国語学部非常勤講師、日本言語聴覚士協会認定言語聴覚士講習会講師（失語・高次脳機能障害領域）
- 檀一平太 - 脳科学者、中央大学教授、東京大学大学院博士課程中退
- マチ・ディルワース - 植物学者、沖縄科学技術大学院大学副学長

#### その他の領域
- 草原真知子 - 早稲田大学文学部教授
- 下田僚 - 中央大学文学部・大学院文学研究科元教授、臨床心理士、ICU大学院修了
- 菅谷実 - 慶應義塾大学メディア・コミュニケーション研究所教授、慶應義塾大学卒、ICU大学院修了
- 浜野保樹 - 東京大学名誉教授、ICU博士課程単位取得
- 斎藤顕一 - ビジネス・ブレークスルー大学経営学部グローバル経営学科専任教授・大学院経営学研究科教授
- 近藤邦夫 - 東京大学名誉教授、東京大学大学院修了
- 森田美弥子 - 名古屋大学名誉教授、元日本ロールシャッハ学会会長、臨床心理士、名古屋大学大学院修了
- 矢ヶ崎紀子 - 東京女子大学教授、東武鉄道取締役、日本貨物鉄道取締役、九州大学大学院修了

### 作家・翻訳家
- 石川英輔 - 作家、武蔵野美術大学視覚伝達デザイン学科講師、ICU中退
- 池央耿 - 翻訳家
- 大樹連司 - 小説家、ライトノベル作家
- 奥泉光 - 芥川賞受賞、近畿大学国際人文科学研究所教授
- 高丘哲次 - 小説家
- ラウラ・今井・メッシーナ - 小説家、ラウラ・オルヴィエート賞
- 片岡しのぶ - 翻訳家
- 木村博江 - 翻訳家
- 木原たけし - 翻訳家、脚本家
- 高村薫 - 直木賞受賞
- 中野恵津子 - 翻訳家
- 東本貢司 - 翻訳家、サッカー解説者
- 篠藤由里 - 海燕新人文学賞受賞
- 菅靖彦 - 翻訳家、トランスパーソナル心理学者
- 菅野彰子 - 翻訳家
- 長谷川昌史 - ライトノベル作家、電撃小説大賞金賞受賞
- 平田オリザ - 劇作家、演劇演出家、岸田國士戯曲賞、大阪大学客員教授
- 星野博美 - 写真家、大宅壮一ノンフィクション賞
- 松岡佑子 - 翻訳家、通訳、静山社社長
- 村松潔 - 翻訳家
- 灰島かり - 翻訳家
- 鹿田昌美 - 翻訳家
- 大西玲央 - ライター、翻訳家、通訳、ポッドキャスター、YouTuber
- 大樹連司

### 評論家・ジャーナリスト
- 秋山豊寛 - 宇宙飛行士、元TBS社員
- 朝井麻由美 - フリーライター・コラムニスト
- 飯野奈津子 - 日本放送協会解説副委員長
- 石山アンジュ - 社会活動家
- 小野耕世 - 映画・漫画評論家、手塚治虫文化賞特別賞
- 大宅映子 - ジャーナリスト、評論家
- 近藤健 - ジャーナリスト、アメリカ研究者
- 紺野馨 - 評論家、群像新人文学賞
- 今野雄二 - 音楽評論家
- 朽木ゆり子 - ジャーナリスト
- 酒井綱一郎 - 日経ビジネス発行人
- 神保哲生 - ジャーナリスト、ビデオニュース・ドットコム代表、立命館大学産業社会学部教授
- 塚崎朝子 - ジャーナリスト
- 並木翠 - 異文化理解・国際理解教育専門家、元日本テレビ「ロンパールーム」初代先生
- 平野次郎 - 学習院女子大学特別専任教授、元日本放送協会解説委員
- 松原久子 - 評論家、著作家
- 松本俊博 - NHK編成局長、NHK科学・環境番組チーフ・プロデューサー
- 諸星裕 - 桜美林大学副学長
- 武田徹 - ジャーナリスト、東京大学先端科学技術研究センター特任教授、サントリー学芸賞
- 大川悠 - モータージャーナリスト、月刊NAVI創刊時編集長、二玄社編集顧問、ICU中退
- 中岡望 - ジャーナリスト、81〜82年フルブライト・ジャーナリスト、東洋英和女学院大学教授、国際基督教大学、成蹊大学非常勤講師
- 西岡力 - 現代朝鮮研究者、東京基督教大学教授、北朝鮮に拉致された日本人を救出するための全国協議会（救う会）会長
- 橋本麻里 - 美術評論家
- 堀宏 - ジャーナリスト、元報道特集キャスター
- マーク・シュライバー - 翻訳家、ジャーナリスト
- 森枝卓士 - ジャーナリスト
- 山口光 - 共同通信社顧問

### 芸能・音楽・美術関係者
- 岩城正良 - テレビプロデューサー、朝日放送制作局・テレビ制作部長
- S-sence - ミュージシャン、斎藤環(姉)と斎藤希(妹)の双子ユニット
- 鏡リュウジ - 心理占星術研究家
- かわこうせい - 絵本イラストレーター、静岡文化芸術大学デザイン学部教授・図書館情報センター長
- キャロル久末 - ラジオディスクジョッキー、タレント
- 栗山富夫 - 映画監督、釣りバカ日誌
- 黒沢浩 - 元子役、元歌手、モデル、実業家
- ケイ赤城 - ジャズピアニスト、カリフォルニア大学アーヴァイン校音楽学部教授
- 佐藤二葉 - 漫画家、作家、舞台女優、演出家、古代ギリシャ音楽家
- JUNNA - 歌手
- ジョジョ大谷 - ラジオディスクジョッキー、元InterFM
- ジョン・カビラ - ラジオディスクジョッキー、タレント
- ジョニー野村 - 音楽プロデューサー
- Chigusa - ラジオディスクジョッキー
- 奈良橋陽子 - 作詞家、演出家
- 羽生未来 - タレント、英語であそぼ
- ハルカ・オース - 女優・タレント・モデル（DePaul大学から編入）
- 古河耕史 - 俳優
- 光岡ディオン - タレント
- Andy山本 - ゲームプロデューサー
- 宮本理江子 - フジテレビジョンディレクター
- 吉野直子 - ハープ奏者、イスラエル国際ハープコンクール優勝
- 牧村朝子 - タレント、文筆家（中退、東京外国語大学へ編入）
- 宮沢氷魚 - モデル、タレント
- モモコグミカンパニー - アイドル
- 森本晋太郎（トンツカタン） - お笑い芸人
- ANGELA - モデル、ギャラリスト
- 吉川めい - モデル、ヨガインストラクター
- 佐藤マクニッシュ怜子 - モデル、タレント、起業家
- 鏡味味千代 -  落語芸術協会に所属する太神楽師（鏡味勇二郎門下）
- 清水秀光 - ナレーター、声優
- 亀山俊樹 - 音響監督、翻訳家

### アナウンサー
- 蔭山武人 - 元NHK、元広島経済大学メディアビジネス学科教授
- 狩野恵里 - テレビ東京
- 北島美穂 - ラジオディスクジョッキー、元中京テレビ放送、元NHK徳島放送局キャスター
- 栗田勇人 - NHK
- 小松靖 - テレビ朝日
- 駒見直音 - テレビ朝日
- 櫻井和明 - 山梨放送
- 柴崎行雄 - NHK
- 菅谷大介 - 日本テレビ、千葉大学卒業、ICU大学院修了
- 菅谷鈴夏 - NHK
- 住吉美紀 - フリーアナウンサー、元NHK
- 関谷亜矢子 - フリーアナウンサー、元日本テレビ
- 高田元広 - 元日本テレビニュースキャスター
- 土川由加 - フリーアナウンサー、元テレビ東京、伊達公子の元マネージャー
- 徳増ないる - 静岡第一テレビ
- 野崎由美子 - 元テレビ朝日、東京女子大学卒業、ICU大学院修了
- 坂野尚子（旧姓：土井） - 元フジテレビ
- 松岡朱里 - テレビ朝日
- 宮内鎮雄 - 元TBS
- 村山喜彦 - 日本テレビ
- 渡辺真理 - フリーアナウンサー、元TBS
- 高木マーガレット - ラジオパーソナリティ、元静岡放送

### アスリート
- 渡辺心 - フィギュアスケート選手（アイスダンス渡辺心・木戸章之組）、トリノオリンピック日本代表